# Chery A5
Der Chery A5 ist ein Pkw-Modell des chinesischen Automobilherstellers Chery Automobile. Es handelt sich dabei um eine viertürige Stufenheck-Limousine der Kompaktklasse.

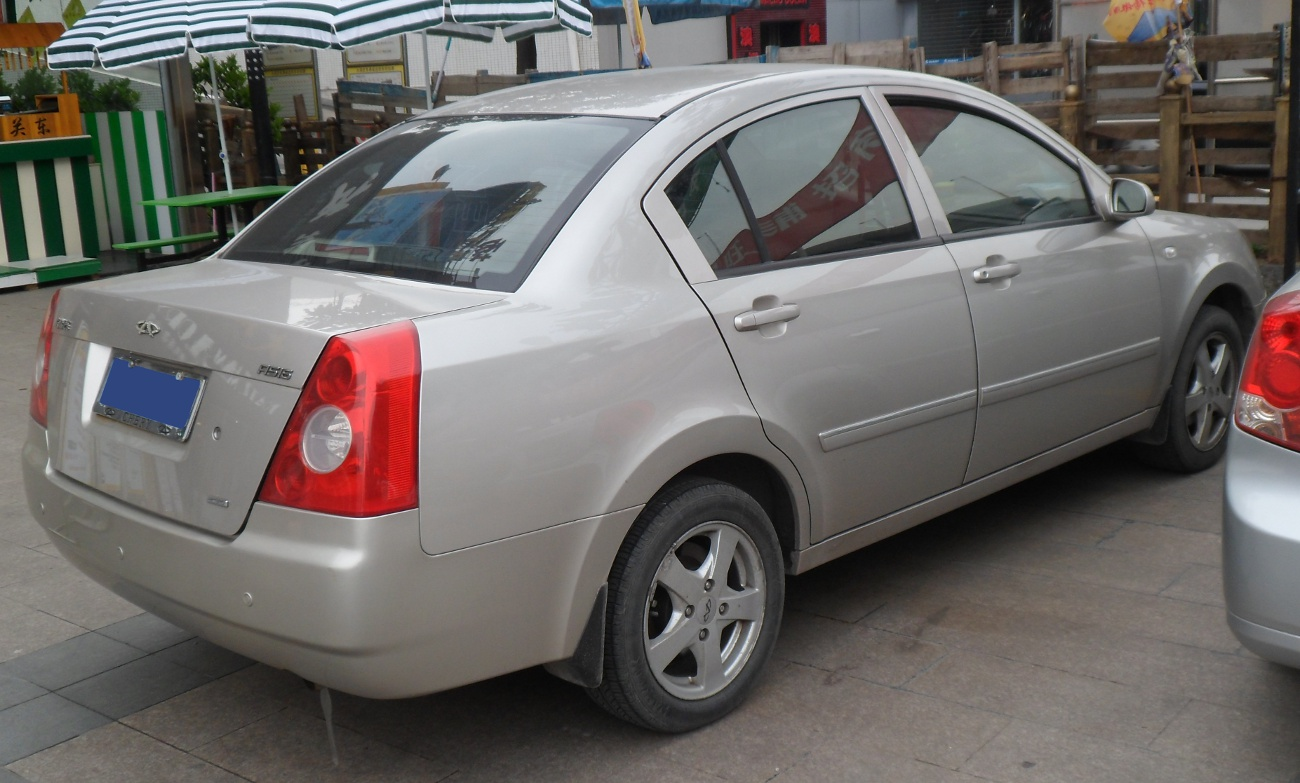
Heckansicht

## Ausstattung
Das Fahrzeug wird mit vier verschiedenen Motoren (1,5 l mit 80 kW, 1,6 l mit 88 kW, 1,8 l mit 97 kW und 2 l mit 102 kW) angeboten. Die 2-l-Version ist mit einem Automatikgetriebe, die anderem mit Fünfgangschaltgetriebe ausgestattet.

## Sicherheit
Für die Sicherheit gibt es gegen serienmäßig ABS und EBD sowie zwei (gegen Aufpreis vier) Airbags. Bei einem im Modelljahr 2006 durchgeführten Crashtest durch C-NCAP erhielt das Fahrzeug eine Bewertung von drei Sternen und eine Gesamtpunktezahl von 37,6.

## Hybridfahrzeug
Der Chery A5 ISG ist das erste chinesische Hybridfahrzeug.
Zu den Olympischen Spielen 2008 lieferte Chery insgesamt 50 Hybrid-Fahrzeuge auf Basis des A5. Die Fahrzeuge sollen dabei ca. 12 % weniger CO2 ausstoßen.

## Lizenzproduktion
Ein Lizenzmodell des Chery A5 ist der russische Vortex Estina, welcher seit 2008 vom Taganrog-Automobilwerk in Ischewsk für den russischen und isländischen Markt produziert wird. Des Weiteren wurde der A5 auch in Ägypten gefertigt – dort Speranza A516 genannt – und von zwei ukrainischen Werken als Chery Elara und Chery A5. Im Iran wird er als MVM 530 produziert.